# Alejandro Garnacho
Alejandro Garnacho Ferreyra (født 1. juli 2004) er en spansk-argentinsk professionel fodboldspiller, som spiller for Premier League-klubben Manchester United og Argentinas landshold.

## Klubkarriere

### Manchester United
Garnacho skiftede til Manchester Uniteds ungdomsakademi fra Atlético Madrid i oktober 2020, og skrev sin første professionelle kontrakt med klubben i juli 2021. Han gjorde sin debut for førsteholdet den 28. april 2022, efter at have blive skiftet på banen sent i en Premier League kamp mod Chelsea. Han blev kåret til årets ungdomsspiller hos klubben for 2021-22 sæsonen.
Han scorede den 3. november 2022 sit første mål på seniorniveau i en Europa League-kamp imod Real Sociedad. Han scorede sit første Premier League mål den 13. november imod Fulham.
I begyndelsen af 2023-24 sæsonen, skiftede Garnacho til at spille med nummer 17, efter at have spillet med 49 i den forrige sæson. Han scorede den 26. november 2023 et saksesparksmål i en kamp imod Everton, som blev kåret til månedens mål i ligaen. Tre dage senere den 29. november scorede han sit første Champions League mål i en kamp imod Galatasaray.

## Landsholdskarriere

### Ungdomslandshold
Garnacho havde tidligere repræsenteret Spanien på U/18-niveau, men skiftede i 2022 til at repræsentere Argentina.

### Seniorlandshold
Han debuterede for Argentinas landshold den 15. juni 2023.

## Privat
Garnacho er født i Madrid til en spansk far og en mor fra Argentina.

## Titler
Manchester United
- EFL Cup: 1 (2022-23)

Argentinas landshold
- Copa América: 1 (2024)

Individuelle
- Manchester United Årets unge spiller: 1 (2021–22)